# Наш Весник (1937)
„Наш Весник“ (на сръбски: „Наш Весник“) е сръбски вестник, излязал в Загреб, Кралство Югославия, в единствен брой на 30 март 1937 година.
Подзаглавието на вестника е Месечен лист за културно-просветни и стопански въпроси, орган на Културно-просветното дружество „Вардар“ в Загреб. Прокомунистическото дружество е формирано от студенти от Вардарска Македония на 29 октомври 1935 година. Вестникът е напечатан в загребската опозиционна печатница на Ц. Албрехт (псевдоним на Петър Ацингер). Написан е на сръбски език. Две стихотворения на Христо Попсимов и Кочо Рацин са на македонски български диалект, а в един разказ, подписан от Средношколец, има диалози на македонски диалект.
Като собственик на вестника е обявен студентът велешанин Борислав Шукарев, а като отговорен редаткор студентът битолчанец Стеван Кузманов. На практика инициатори и редактори са Никола Мицев, Лазар Соколов и Кирил Мильовски, а сътрудници са Никола Гюмуров, д-р Тодор Мировски, Димитър Гюзелов, Александар Линин, Кирил и Борис Джонови, Спиро Канински, Димитър Анчев и други.
В уводната статия на вестника се казва:
| „ | Потребността от един гласник, чрез който би проговорил животът на нашия край, животът какъвто е, неромантизиран и нелакиран, с всички свои патила и радости, с всички жалби и надежи, потребността за такъв един гласник не е ни нова, нито скорошна. Нашето начинание да издаваме такъв гласник представлява само израз на желанието на многото хиляди, които в нашия печат намират всичко друго освен себе си... Имаме едно-единствено желание в тази работа да дадем една неретуширана фотография на нашия край и на живота на нашите хора във всички негови форми и прояви, от онези най-малките, всекидневните на пръв поглед незначителни, до ония крупните, важни и много видими... В този хаос, който е обхванал света, в тази луда надпревара за „оригинални“ идеи и промени, често се забравя народа, се забравя огромната сила, която избива от него, се подценява неговият здрав инстинкт, се иска да го „водят“. Ние, които непоколебимо вярваме в тоя народ, в неговата способност правилно да ги преценява явленията, в неговата способност самият да се води, ние искаме: Той чрез „Наш Весник“ да стигне до цялостно изразяване... | “ |

Вестникът е забранен на 4 април 1937 година от Държавната прокуратура в Загреб.